# The Hidden Wiki
The Hidden Wiki (en español: La wiki oculta) es una serie de wikis alojadas en la internet profunda y que funcionan como índice para acceder a páginas de dominio .onion.

## Contenido
Sólo se puede acceder a The Hidden Wiki a través de la red Tor, puesto que utiliza dominios .onion.
The Hidden Wiki sirve principalmente de índice para acceder a enlaces de la internet profunda, aunque también hay artículos sobre el anonimato y la privacidad, y está estructurada en diferentes categorías.

## Historia
Después de que el sitio original fuera hackeado en marzo de 2014, se propagaron diversos clones de esta wiki, algunas de ellas limpiando el contenido pedófilo del sitio.
En noviembre de 2014, durante la operación Onymous, el sitio mostró un mensaje de cierre por las fuerzas de seguridad estadounidenses.
En octubre de 2011, el colectivo hacktivista Anonymous lanzó la Operación Darknet en un intento de desbaratar las actividades de los sitios de pornografía infantil a los que se accedía a través de servicios ocultos. Anonymous publicó en un enlace pastebin lo que afirmaba eran los nombres de usuario de los 1589 miembros de Lolita City, un sitio de pornografía infantil al que se accede a través de la red Tor. Anonymous dijo que había encontrado el sitio a través de la Hidden Wiki, y que contenía más de 100 gigabytes de pornografía infantil. Lolita City fue puesto fuera de línea brevemente a causa de un ataque de denegación de servicio realizado por Anonymous. Graham Cluley, un experto en seguridad de Sophos, afirmó que los ataques a sitios web de pornografía infantil ocultos podrían ser contraproducentes:

Sus intenciones pueden haber sido buenas, pero los sitios web ilegales y redes de intercambio deben ser puestos fuera de servicio por las autoridades, no por vigilantes informales de Internet.
Graham Cluley